# John White (football)
Pour les articles homonymes, voir John White et White.
John Anderson White, couramment appelé John White, est un footballeur international écossais, né le 28 avril 1937, à Musselburgh et mort le 21 juillet 1964  à Crews Hill dans la banlieue de Londres, frappé par la foudre. Il évolue au poste de milieu offensif et est principalement connu pour son passage à Tottenham Hotspur. Il fait partie du Scottish Football Hall of Fame, depuis 2005, lors de la deuxième session d'intronisation.
Il compte 22 sélections pour 3 buts inscrits en équipe d'Écosse.
Ses deux frères, Edwin et Tom (en), ont aussi été footballeurs professionnels.

## Biographie

### Carrière en club
Formé à Alloa Athletic, il évolue ensuite à Falkirk et est transféré en octobre 1959 à Tottenham Hotspur pour 22 000 £.
L'entraîneur des Spurs, Bill Nicholson, l'avait, au départ, recruté pour remplacer Dave Dunmore (en) dans le couloir gauche, mais finalement White s'épanouit dans le couloir droit, prenant la place de Tommy Harmer (en), devenant rapidement un homme de base de l'équipe.
Il participe activement au doublé championnat-FA Cup de 1960-61 en contribuant à 18 buts au cours de la saison. Il remporte aussi la Coupe des Coupes 1963 (premier trophée européen remporté par un club anglais) en marquant un but en finale contre l'Atletico Madrid.
Il est surnommé The Ghost (le fantôme) par les supporteurs des Spurs.
Il décède le 21 juillet 1964  sur le terrain de golf de Crews Hill (en), dans le Grand Londres, frappé par la foudre alors qu'il s'abritait sous un arbre lors d'un orage. Il laisse une femme alors de 22 ans (Sandra, fille d'Harry Evans, assistant de l'entraîneur de Tottenham et deux enfants (une fille, Mandy, de deux ans et un fils, Rob, de 6 mois). Celui-ci écrira une biographie de son père avec la journaliste Julie Welch (en) en 2011, pour le cinquantenaire du doublé de 1961.
Un match-hommage est joué le 10 novembre 1964, à White Hart Lane, entre une sélection de joueurs de Tottenham Hotspur et une sélection de joueurs écossais.

### Carrière internationale
John White reçoit 22 sélections pour l'équipe d'Écosse (la première, le 6 mai 1959, pour une victoire 3-2, à Hampden Park (Glasgow), contre la RFA en match amical, la dernière le 12 mai 1964, pour un match nul 2-2, au Niedersachsenstadion (Hanovre), encore contre la RFA en match amical). Il inscrit 3 buts lors de ses 22 sélections, dont son premier but à la 1re minute de son premier match international.
Il participe avec l'Écosse aux éliminatoires de la Coupe du monde 1962, et aux British Home Championships de 1960, 1961, 1962, 1963 et 1964.

#### Buts internationaux
| no | Date             | Lieu                  | Adversaire      | Évolution | Score final | Compétition               |
| -- | ---------------- | --------------------- | --------------- | --------- | ----------- | ------------------------- |
| 1  | 6 mai 1959       | Hampden Park, Glasgow | RFA             | 1-0       | 3-2         | match amical              |
| 2  | 3 octobre 1959   | Windsor Park, Belfast | Irlande du Nord | 3-0       | 4-0         | British Home Championship |
| 3  | 20 novembre 1963 | Hampden Park, Glasgow | Pays de Galles  | 1-0       | 2-1         | British Home Championship |

## Palmarès
- Tottenham Hotspur :
  - Vainqueur de la Coupe d'Europe des vainqueurs de coupe en 1963
  - Demi-finaliste de la Coupe d'Europe des clubs champions en 1962
  - Champion d'Angleterre en 1961
  - Vainqueur de la Coupe d'Angleterre en 1961 et 1962
  - Vainqueur du Charity Shield en 1961 et 1962